# Tillandsia 'Imbil'
Tillandsia 'Imbil' es un cultivar híbrido del género Tillandsia perteneciente a la familia Bromeliaceae.
Es un híbrido creado en el año 1995 con la especie Tillandsia brachycaulos × Tillandsia caput-medusae.